# Тарханов, Иван Романович
Князь Иван Романович Тарханов (Иван Рамазович Тархнишвили, Тархан-Моурави; 3 [15] июня 1846 или 15 июня 1846, Тифлис — 24 августа [6 сентября] 1908 или 6 сентября 1908, Кшешовице, Цислейтания) — русско-грузинский физиолог, переводчик, педагог и популяризатор науки. Происходит из грузинского княжеского рода Тархан-Моурави, был потомком великой личности в истории Грузии, «диди моурави», то есть великого правителя Георгия Саакадзе (1570—1629), главнокомандующего грузинскими войсками, получившим тарханство, то есть освобождение от государственных и феодальных податей за свои заслуги перед страной. Так возникла двойная фамилия предков — Тархан-Моурави, часто употреблявшаяся при именовании знаменитого физиолога. Сын Георгия Саакадзе — Сиауш, единственный уцелевший в период бесконечных войн, вернувшись из Турции, поселился в селении Ахалкалаки, Горийского района, дав начало роду Тархнишвили (Тархан-Моурави).

## Биография

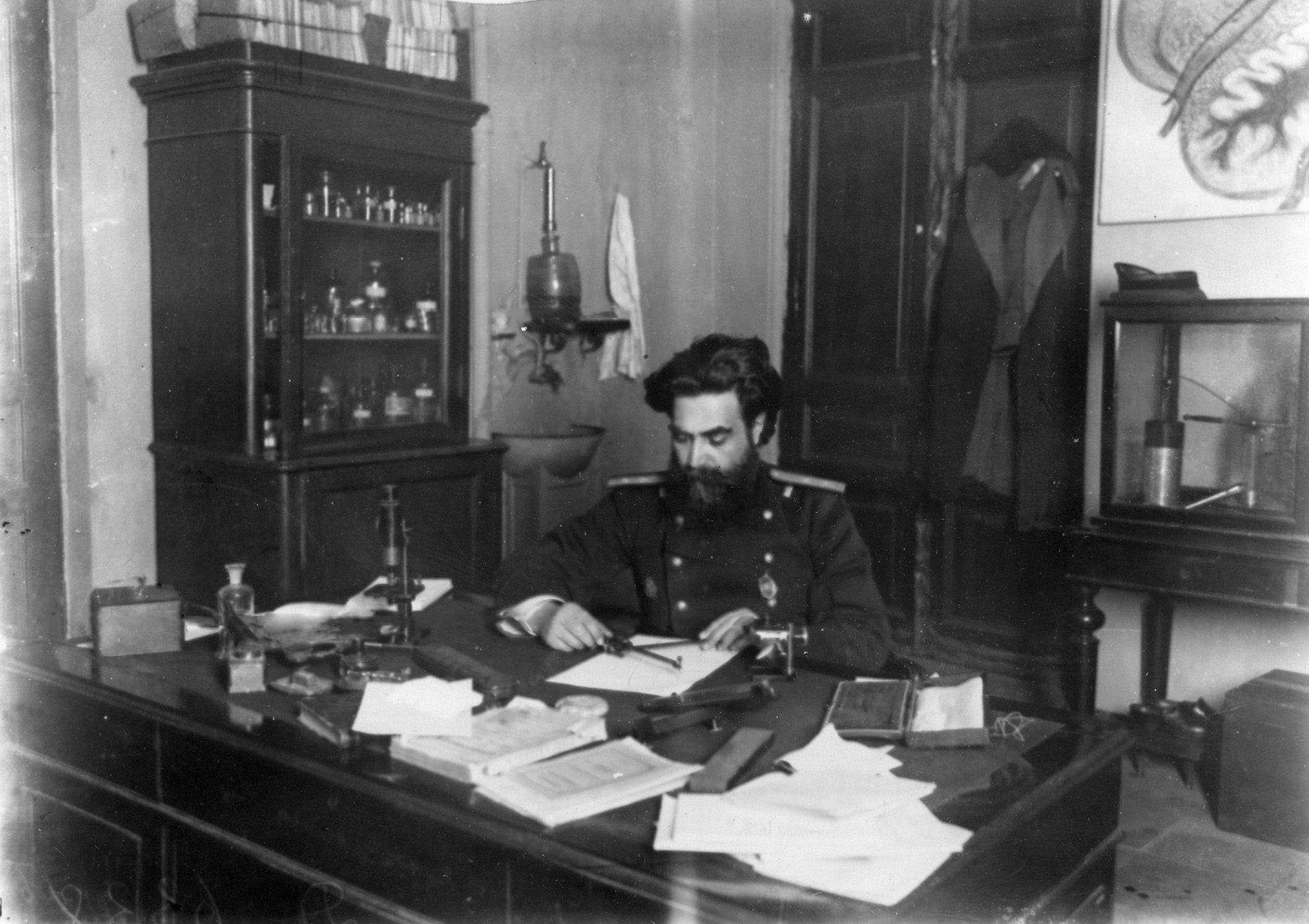
И. Р. Тарханов в кабинете Медико-хирургической академии

Иван Тарханов родился в Тифлисе 15 июня 1846 года, в семье генерал-майора, князя Романа Дмитриевича Тархан-Моуравова. Очень рано, на первом году жизни потерял мать и всё детство провёл в доме отца. В 1857 году отец отдаёт маленького Вано в гимназию в Тифлисе, но впечатлительный, развитый не по годам мальчик не смог вынести рутины гимназической учёбы. Через год отец забирает Вано из гимназии, готовит его дома, а в 1860 году отвозит в Петербург, помещает в частный пансион Шаксеевой, в котором мальчик остаётся год, а затем переезжает в семью родственников. В этот период мальчик по собственной инициативе готовится на аттестат зрелости. Одним из его преподавателей становится студент физико-математического факультета Петербургского Университета Виссарион Гогоберидзе, близкий знакомый Н. А. Добролюбова, Д. И. Писарева и Н. Г. Чернышевского, а также Георгия Церетели и Нико Николадзе. Шестнадцатилетний Иван, сдав блестяще экзамены в 1863 году на аттестат зрелости во 2-й Петербургской гимназии, поступил по желанию отца на естественное отделение физико-математического факультета Санкт-Петербургского университета, хотя сам предпочитал стать врачом.
17-летний юноша с увлечением начинает изучение физиологии под руководством Ф. В. Овсянникова (1827—1906), который большое внимание уделяет и занятиям по гистологии. Одновременно он посещает лекции И. М. Сеченова (1829—1905) в Императорской медико-хирургическую академии. С первой же лекции, увлекшись живой речью отца русской физиологии, он решает перейти в Медико-хирургическую Академию, но встречает сопротивление со стороны своего родного отца. Впрочем, пребывание Тарханова в университете было непродолжительным; из-за политического выступления 9 апреля 1864 года он был исключён из университета. Однако официально значилось, что Тарханов уволен за неуплату, и ему было разрешено остаться в Петербурге и поступить в Медико-хирургическую Академию, к чему так стремился и сам Тарханов, увлекшись лекциями Сеченова. Профессор физиологии обращает внимание на хорошо подготовленного студента и допускает его к проведению самостоятельных экспериментов. Тарханов-студент выступает с докладом на 1-м съезде естествоиспытателей «О механизме координации движений в акте ползания и скаканья» (1868) по результатам собственных исследований. Через год Тарханов, уже заканчивая блестяще Академию, печатает ещё четыре работы. По окончании курса в 1869 году он был оставлен при академии. 3 октября 1870 года Тарханов сдаёт экзамены на степень доктора медицины, а 2 июня 1871 года защищает диссертацию, после чего едет в отпуск в Тифлис, чтобы устроить семейные дела после смерти своего отца. Здесь 25-летный молодой доктор медицины, уже получившийся большую известность на родине благодаря прессе, читает пять лекций по физиологии с демонстрацией опытов для широкой аудитории.
Эти лекции были крупным событием и сыграли большую роль в дальнейшем развитии естествознания и медицины в Грузии. В них красной нитью проходила мысль о зависимости всех жизненных процессов от внешней среды, значение открытий физики и химии для медицинской науки. Молодой и талантливый ученый создал своими лекциями целую эпоху, разбудил среди слушателей стремление к высшему образованию, которое в то время можно было получить лишь в университетах России или Европы. Лекции привлекли до 400 человек слушателей, что было беспрецедентным явлением в Тифлисской жизни того времени. Год спустя Тарханов опубликовал свои лекции под названием «Роль нервной системы в движении животных», как дополнение к журналу «Кавказский Медицинский Вестник».

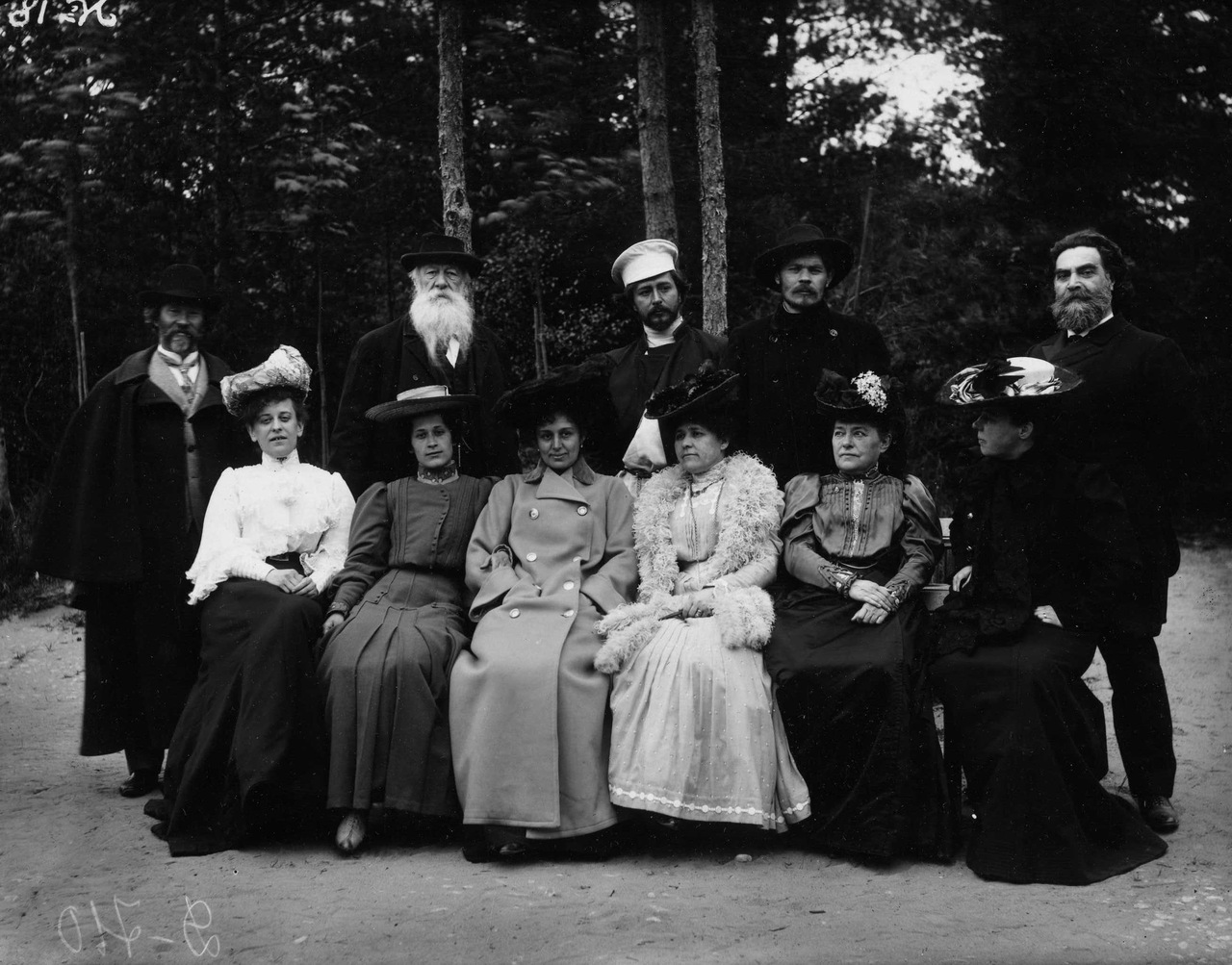
И. Репин, В. Стасов, Л. Андреев, М. Горький, И. Тарханов в обществе дам в Пенатах.

По возвращении в Петербург, Тарханов, не имея руководителя, так как Сеченов в знак протеста покинул Медико-хирургическую Академию, работал самостоятельно в физиологической лаборатории академии, отчасти в лаборатории Овсяникова, и находит приют в клинике С. П. Боткина (1832—1889). В течение трёх лет своего прикомандирования к академии Тарханов самостоятельно произвёл несколько работ, в том числе: «К физиологии термических рефлексов», «Об иннервации селезёнки», «О влиянии тепла и холода на сердечно-задерживающие центры блуждающего нерва» и другие.
В 1872 году И. Р. Тарханов был командирован на два года за границу для усовершенствования в физиологии. В это время он посетил почти все главные физиологические лаборатории Европы и специально занялся научными исследованиями в лабораториях Гоппе-Зейлера, Гольца и Реклинкгаузена в Страсбургском университете и в лабораториях Клода Бернара, Ранвье, Этьена-Жюля Маре и Вюльпиана в Париже. Результатом этих работ был ряд исследований, появившихся в заграничной и отечественной литературе; из них наиболее выдаются: об иннервации сосудов, о красящем веществе желчи, о сократительных элементах капилляров, о влиянии кураре на кровь и лимфу, о влиянии сгущенного воздуха на клеточные элементы, о перемежающемся раздражении обоих блуждающих нервов и действии их на сердце, о действии наведённых токов на красные кровяные тельца и другие.

В 1875 году Тарханов утверждён приват-доцентом по кафедре физиологии в Медико-хирургической академии, в следующем году избран экстраординарным и в 1877 году ординарным профессором физиологии. Впоследствии за учёные заслуги Тарханов был удостоен конференцией академии звания академика. В течение 18 лет, с 1877 по 1895 год, профессор Тарханов занимал кафедру физиологии Военно-медицинской Академии. За это время из Физиологической лаборатории выходит до 140 работ, свыше 60 диссертаций. Они выполнялись не только военными врачами Академии, но и врачами различных научных учреждений многих городов Российской империи. В декабре 1894 года реакционно настроенная администрация Военно-медицинской Академии во главе с профессором В.В. Пашутиным воспользовалась возможностью освободиться от слишком либерального учёного-секретаря и профессора Тарханова. Он был отчислен от должности секретаря, а 2 марта 1895 года уволен из Академии за выслугой лет, не достигнув 50-летнего возраста, оставив созданную на протяжении многих лет прекрасно оборудованную лабораторию. В том же году Тарханов выступил приват-доцентом физиологии в Санкт-Петербургском университете, где читал курсы по вопросам биологии и общей физиологии. В 1896 году стал первым руководителем кабинета физиологии и проводил занятия на Курсах воспитательниц и руководительниц физического образования, возглавляемых Петром Францевичем Лесгафтом.

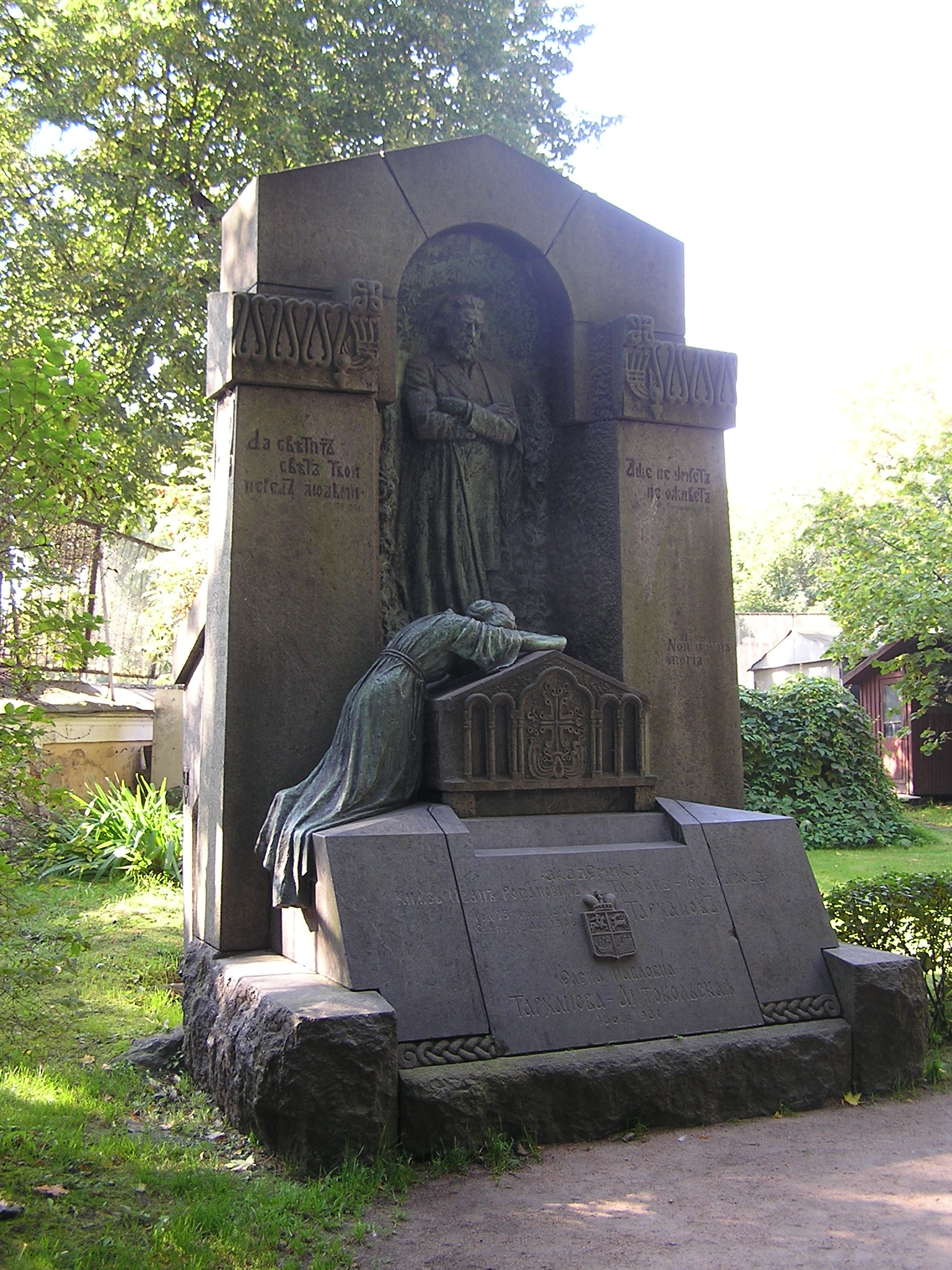
Надгробие И. Р. Тарханова на Тихвинском кладбище Александро-Невской лавры

Свой уход из Военно-медицинской Академии Тарханов переживал настолько тяжело, что избегал проходить через Выборгскую сторону Петербурга и лишь в очень редких случаях принимал участие в учёных заседаниях. Нанесённая ему тяжелая обида и интенсивная работа, вероятно, послужили причиной скоропостижной смерти ученого, находившегося в расцвете творческих сил. Тарханов умер 11 августа 1908 года во время летних каникул в своём доме в селе Кшешовице вблизи Кракова. Сперва его похоронили на Краковском кладбище, но затем прах покойного перевезли в Санкт-Петербург. 10 сентября 1908 года на Варшавском вокзале собралось множество студентов, слушателей Народного Университета, представителей прогрессивной интеллигенции. И. П. Павлов на панихиде у гроба покойного Тарханова произнес прочувствованную речь. Погребение состоялось на Тихвинском кладбище Александро-Невской лавры. В 1912 году на средства, собранные Грузинской колонией в Петербурге, на могиле Ивана Тарханова был поставлен памятник: фигуры Тарханова и плачущей женщины были сделаны по модели вдовы покойного — художницы и скульптора Елены Павловны Антокольской (1862—1930), зубного врача, племянницы известного русского скульптора М. М. Антокольского (1840—1902).

## Научное наследие
За время своей научной деятельности Тарханов произвёл целый ряд научных исследований по самым разнообразным вопросам физиологии, в том числе о применении телефона к животному электричеству, о психомоторных центрах у новорожденных животных и развитии их при разнообразных условиях, к физиологии нормального сна у животных, о связи светящегося аппарата светляков с механизмом сна, об автоматических движениях обезглавленных животных, об определении массы крови на живом человеке, об яичном белке птенцовых и выводковых птиц, о колебании гальванических кожных токов у человека под влиянием возбуждения органов чувств и различных психических влияний, о физиологическом действии спермина Пёля, о влиянии музыки на животный организм и на человека, о влиянии рентгеновских лучей на животных, о произвольном ускорении сердцебиений у человека, о субъективировании слуховых ощущений, и т. д.

#### Кожно-гальванический рефлекс
В 1879 г. французский специалист электротерапии Габриел М. Вигуру (1831—1911) впервые описал феномен, который известен сегодня как электро-дермальный ответ. Он состоит в том, что при наружном нанесении раздражения кожа непроизвольно изменяет сопротивление. Среди других выдающихся ученых, которые внесли свой клад в изучении электро-кожного, или кожно-гальванического ответа были И. Р. Тарханов, француз Шарл С. Фере (1852—1907), немец Георг Стикер (1860—1960), и швед Отто Верагут (1870—1944). На сегодня, по существу, применяют два метода регистрации кожно-гальванических реакций: по Тарханову (регистрация электрических потенциалов кожи) и по Фере (регистрация электрического сопротивления кожи). Оба метода, как показатели состояния организма, дают идентичные результаты, только латентный период изменения сопротивления кожи несколько выше, чем при изменении потенциалов кожи. В мировой литературе данное открытие носит название феномена Тарханова (Tarchanoff, 1889) и заключается в усилении гальванических явлений в коже человека при раздражении чувств и различных формах психической деятельности.
И. Р. Тарханов установил, что любое раздражение, нанесенное человеку, через 1-10 секунд латентного периода вызывает сначала легкое и медленное, а затем все ускорявшееся отклонение зеркала гальванометра, часто выходящее за пределы шкалы. Это отклонение иногда продолжается ещё несколько минут по прекращении действия раздражителя. Постепенно зеркало гальванометра возвращается в исходное положение. Тарханов заметил, что электрические явления в коже человека резко усиливаются при мнимом воображении ощущения, при абстрактной умственной деятельности, при возбуждении нервной системы, при утомлении (Тарханов, 1889).
Кожно-гальваническая реакция успешно используется и по сей день в прикладной психофизиологии, в полиграфах, как один из параметров для т. н. «детектора лжи». Последний представляет прибор, записывающий несколько физиологических параметров (кожно-гальваническая реакция, частота сердцебиения и дыхания, потоотделение и т. п.) во время допроса подозреваемого в преступлении человека. Термин «психо-гальванический рефлекс» использовался в начале 1900-х годов, а затем термин «кожно-гальванический ответ» (реакция) стал более распространён. Термин отдаёт дань памяти итальянскому ученому-натуралисту Луиджи Гальвани (1737—1798), впервые доказавшему «животное электричество».

#### Исследование сна
Занимался Тарханов также изучением сна. В 1879 г. он приступает к опытам над нормальным сном животных. Тарханов задается вопросом: «Зачем человеку сон, если мозг продолжает работать даже интенсивнее, чем в бодрствовании?» И отвечает: «Во сне не спят находящиеся в мозгу центры дыхания и кровообращения, не спят центры речи, ибо во сне мы разговариваем, не спят центры внимания, слуха, обоняния, не спит, наконец, мозжечок, о чём свидетельствуют чудеса эквилибристики, проявляемые лунатиками. Так что же тогда спит? Спят только центры, в которых сосредоточено наше сознание. Все остальное работает, и даже интенсивнее, чем днем. На самом деле сознание то спит, то бодрствует. Если бы это было не так, человек не смог бы вспомнить свои сновидения» (Тарханов, 1879, с. 372).
В поздней статье он заключает, что «… во время сна, во первых, не спит спинной мозг; во вторых не все части головного мозга бездействуют, что он, наоборот, является источником торможения, распространяющегося на части спинного мозга. … С этой точки зрения нормальный сон никоим образом не может рассматриваться, как следствие полного выпадения всех функции головного мозга, как предполагает наиболее распространенная гипотеза. Весьма возможно, что ослабление во время нормального сна целого ряда функций обязано своим происхождением угнетающему действию мозга на активность регулирующих эти отправления автоматических или рефлекторных центров». (Tarchanoff, 1894, p. 321). В этой же работе он установил понижение кровяного давления в период сна.
В другой работе «Наблюдения и опыты над светящимся аппаратом итальянских светляков» Тарханов затрагивает вопрос о возбуждающих и тормозных процессах в головном мозгу и связывает их с механизмом, вызывающим сон. Доклад был сделан на заседании Санкт-Петербургского Общества Русских Врачей 8 декабря 1894 г. и был опубликован в трудах Общества. Будучи во Флоренции в мае в течение 4 недель, Тарханов обратил внимание на мерцающее свечение маленьких светляков Luciola italica. Он установил, что обезглавленное насекомое день и ночь без пульсации светит, пока не потеряет всех признаков жизни. Следовательно, головной узел, в смысле центра, оказывает большое влияние на периодичность периферического светящего аппарата. Стало быть, из «головы» идут импульсы, усиливающие и угнетающие свет. Очевидно, что импульсы тушения идут от «головных» центров, так как обезглавленный светляк теряет способность тухнуть (Тарханов, 1895). Тарханов свои наблюдения связал с механизмами сна и пришёл к заключению, что во время т. н. сна у светляков, отсутствие свечения аппарата указывает на возбуждение тех центров «головного мозга», которые угнетают мерцание света. Свой доклад Тарханов закончил словами: «… сон представляет явление несравненно более сложное, чем это принято думать» (Тарханов, 1895, с. 208). Присутствовавший на докладе И. Павлов высказал сомнение, что существование специально угнетающих обстоятельств по отношению фонаря не убедительно при выборе теории сна. На это Тарханов четко выразился, что указателем деятельности головного мозга у светляка является фонарь; этот фонарь может тухнуть, и если он потух, то значить головной мозг деятелен, потому что если он бездеятелен, то фонарь светит все время. Во время сна Luciola обладает функцией чрезвычайно для неё целесообразной. У этого светляка выработался инстинкт, что фонарь при известных случаях нужен, а при известных его нужно тушить, тушит же только головной мозг, значит он возбуждается. Если же допустить существование центра сна, то его назначение должно быть прийти в возбужденное состояние и пустить в ход погашающие угнетающие импульсы. Павлов вспомнил, что покойный С. П. Боткин как раз указывал на существование этого центра, на что Тарханов вежливо ответил, что «… вы меня укрепляете своими словами в моих предположениях» (Тарханов, 1895, с. 210).

#### Радиобиологические исследования

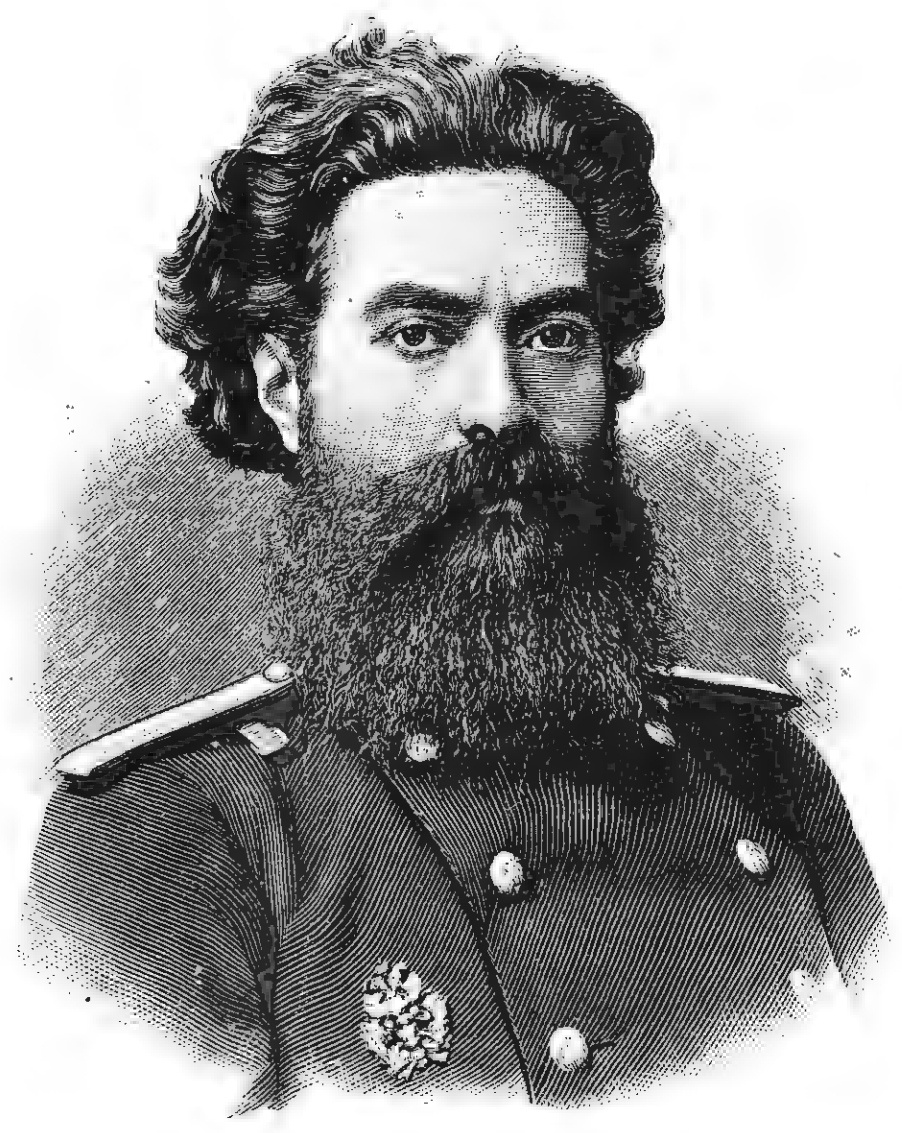
И. Р. Тарханов, 1895 год

В начале 1896 года, сразу после открытия Х-лучей Вильгельмом Рентгеном (1845—1923), И. Р. Тарханов провел первые исследования на лягушках и насекомых, облученных лучами Рентгена, и пришёл к выводу, что «Х-лучами можно не только фотографировать, но и влиять на ход жизненных функций. Мы не удивимся, если в недалеком будущем лучами этими будут пользоваться с лечебной целью…» (Тарханов, 1896; с. 330). В своих пионерских опытах Тарханов убеждается, что под воздействием Х-лучей понижаются или исчезают кислотные оборонительные рефлексы у лягушки. Он отмечает губительное влияние тех же лучей на зародышевые клетки миноги. Тарханов настаивает на применении предохранительной ширмы из алюминия и о возможности применения лучей в клинике злокачественных опухолей и в судебно-медицинской практике.
Тарханов провел широкий спектр исследований действия Х-лучей на рефлекторную деятельность и поведение животных, на сердце и кровообращение, на эмбриональное развитие и многие другие. Его радиоэкологические исследования представляют собой анализ литературных данных и собственных наблюдений в широком общебиологическом плане, включая практические аспекты использования естественной радиоактивности в медицине и сельском хозяйстве. Вслед за этим последовали публикации научных и научно-популярных статей о действии лучей радия на различные биологические процессы и органы животных.
Даже беглое знакомство с этими работами позволяет судить не только о большом увлечении Тарханова проблемами биологического действия ионизирующих излучений, но и понять причины его настоятельного поиска в этой области. С одной стороны, он надеялся, что при изучении изменений физиологических процессов, вызванных естественными и искусственными радиоактивными лучами, появляется возможность приоткрыть завесу на пути познания сущности процессов жизни, а с другой — использовать излучения для решения важных практических задач здравоохранения и сельского хозяйства. Можно с уверенностью сказать, что основополагающие труды Тарханова в радиационной физиологии предсказали рождение новой отрасли науки и легли в основу становления и развития современной радиобиологии.

### Сексология
В работе «К физиологии полового аппарата у лягушки» (1885) Тарханов опубликовал результаты своих экспериментов, в ходе которых установил, что:
Степень полового влечения у самцов лягушек и сила полового обхватывания находятся в зависимости от степени переполнения семенных пузырьков семенем, которое, растягивая стенки этих органов и возбуждая окончания в них центростремительных нервов, приводит в усиленную рефлекторную деятельность все звенья полового механизма у самцов лягушек.
В этом эксперименте Юлиус Эвола усматривал одно из подтверждений своих взглядов, изложенных в книге «Метафизика пола» (1958). Эксперименты, проведенные в 1963 г. Бичем и Уилсоном, показали, что на крыс действие феномена Тарханова не распространяется. Что же касается человека, то клинические наблюдения над динамикой спонтанных подъёмов половой возбудимости у мужчин дают основания предполагать, что изученный И. Р. Тархановым феномен у человека выражен и определяется интенсивностью заполнения семенных пузырьков секретами вспомогательных желез (главным образом самих семенных пузырьков и простаты).

#### Исследования психических явлений
Работа Тарханова «Психические явления и телесные процессы в организме животных и человека» (1884) является выражением его мировоззрения, которое проходит через всего научное творчество. Завершается это мировоззрение монографией «Дух и тело» (1904), в котором ученый говорит о единстве духа и тела, о взаимоотношении организма с внешней средой. В этой своей последней книге, которая спустя более чем век была переиздана в Москве (2010), Тарханов рассматривает взаимодействие психических явлений и физиологических процессов в организме человека. В ней автор дает подробную характеристику основных признаков указанных явлений, описывает сознательные и бессознательные психические акты, излагает данные, свидетельствующие о связи головного мозга с явлениями душевной жизни, на строго научной основе исследует взаимосвязь духа и тела. По мнению Тарханова, эта взаимосвязь, имеющая высокое теоретическое и практическое значение в человеческой жизни, должна лечь в основу правильного и благотворного мировоззрения на истинную природу человеческого организма.

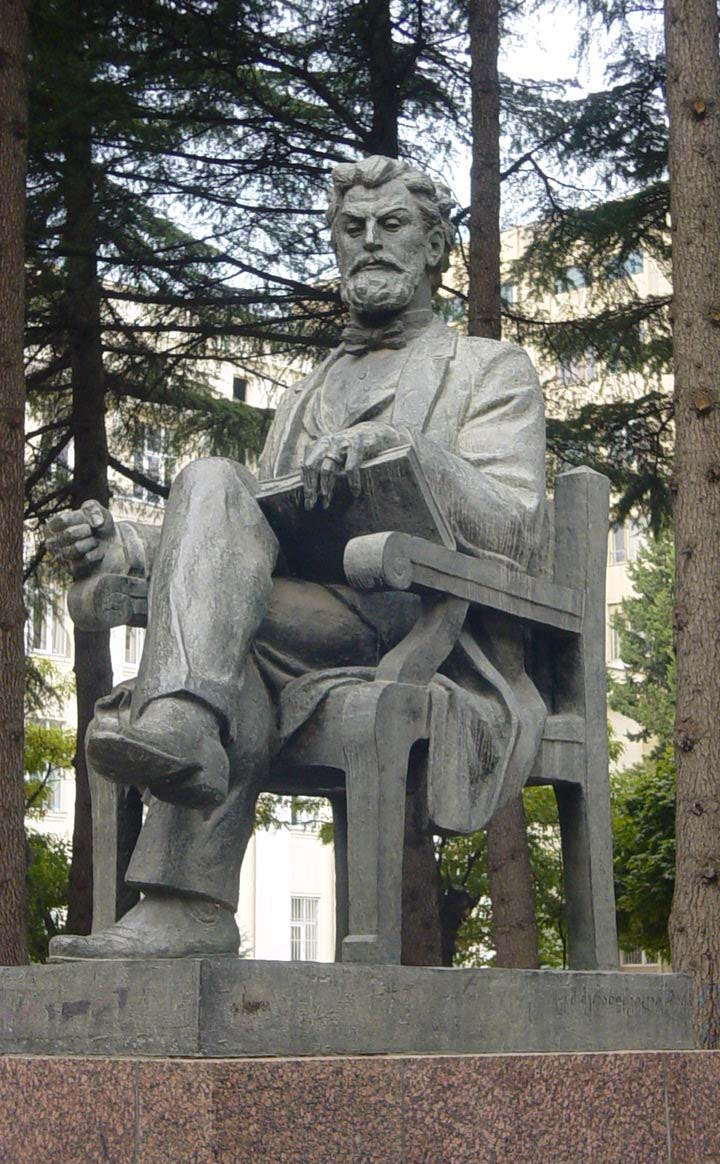
Памятник И. Р. Тарханову перед зданием Тбилисского государственного медицинского университета

По сути книга является квинтэссенцией всего научного наследия Тарханова, как физиолога и ученика Сеченова, выработанного за период сорокалетней научной деятельности. Как продолжатель материалистических воззрений своего великого учителя, в слове «дух» Тарханов вкладывает сугубо психическое значение и рассматривает его под углом физиологических процессов. Следует также отметить, что Тарханов был один из первых учёных, исследовавших гипнотическое внушение. Его книга «Гипнотизм, внушение и чтение мыслей» (1886), которая была переведена во Франции в 1891 году, а затем там же переиздана через два года, вызвала широкий научный и общественный интерес в России и в Западной Европе.

## Переводчик и популяризатор науки
Тарханов интенсивно работал, переводя и дополняя многие иностранные учебники для российских студентов и врачей. Первым был объёмистый «Технический учебник гистологии» Л.-А. Ранвье, части которого вышли в 1876, 1881 и 1883 гг. Уделяя большое внимание педагогической работе, Тарханов редактирует запись своих лекций по физиологии и печатает их отдельным учебником «Курс физиологии» в 1876 г. Через три года молодой лектор переиздает его новыми дополнениями. В то же самое время он переводит учебник И. Розенталя «Общая мышечная и нервная физиология» и редактирует брошюру Клода Бернара «Об отношениях функциональных питательных явлений». В 1880 г. Тарханов переводит учебник К. А. Эвальда «Учение о пищеварении», как введение к клиническому изучению болезней пищеварительных органов. Спустя два года он пишет предисловие к русскому переводу учебника Поля Бера «Лекции по зоологии». Большой труд Тарханов вкладывает в перевод двухтомного «Учебника физиологии» М. Фостера, с многочисленными добавлениями, который вышел в свет в том же 1882 году. Ещё спустя два года Тарханов переводит книгу В. Прейера «Элементы общей физиологии, кратко и общедоступно изложенные В. Прейером, орд. профессором физиологии». Будучи приват-доцетом Санкт-Петербургского Университета, он также принимает участие в переводе третьего французского издания двухтомного труда «Основы физиологии человека» Фредерика и Нюэлья, под редакцией Н. Е. Введенского (1899). Много труда было затрачено Тархановым на редактирование (совместно с Б. А. Оксом) русского перевода трёхтомного «Энциклопедического медицинского словаря» А. Виларе (1892). По словам Окса, Тарханов сверял каждую фразу с оригиналом, вносил дополнения, необходимые для отражения русской словесной действительности. Выпуск на русском языке медицинского словаря был большим подспорьем для студентов и врачей того времени, так как он был первым медицинским словарем в Российской империи.
Между 1892 и 1904 годами Тарханов написал по физиологии и медицине около 160 статей от Б до Я для «Энциклопедического Словаря Брокгауза и Ефрона». После его отставки с поста профессора Военно-медицинской Академии, за период 1897—1908, из под пера Тарханова вышло около 250 научно-популярных изданий и журнальных статей, знакомящих широкую публику с достижениями физиологии, психологии, биологии, гигиены. Удивляет разнообразие этих статей, например: «Что полезнее, вода или вино?» или «Академия наук и цензура». Тарханов редактировал многие медицинские периодические издания, читал популярные лекции для широкой публики, принимал активное участие в организации Народного Университета, высшего медицинского образования для женщин в России (для этого он был командирован в Англию в 1896 г.), и Педагогической Академии. В своих публикациях Тарханов выступает как прогрессивный учёный-гуманист, борющийся за справедливость во всех сферах общественной жизни.
Иван Тарханов близко знал и дружил со многими выдающимися деятелями науки и культуры своего времени во всем мире. Он дружил с С. П. Боткиным, Д. И. Менделеевым, А. П. Бородиным, А. П. Чеховым, А. М. Горьким, Н. Н. Страховым. Особенно близкая дружба связывала его с великим русским художником Ильей Ефимовичем Репиным, кисти которого принадлежит несколько великолепных портретов Ивана Романовича.
Огромная трудоспособность, которая вызывает восхищение, не могла не отразиться отрицательно на его здоровье, что и привело скоропостижной смерти 62-летнего учёного.
Иван Романович Тарханов сыграл важную роль в развитии российской и европейской физиологии. На протяжении относительно недолгой жизни он основал школу врачей-исследователей разных специальностей. Из этой школы вышли выдающиеся физиологи В. Ю. Чаговец (1873—1941), Б. Ф. Вериго (1860—1925), В. И. Вартанов (1853—1919), Н. Н. Цибульский (1854—1919), В. К. Анреп (1852—1927) и другие. Вместе с тем, в истории Грузии, грузинской науки и просвещения И. Р. Тархнишвили занимает особое место. Он был первым грузинским физиологом до И. С. Бериташвили (1884—1974), который реализовал мечту Тархнишвили об учреждении физиологической лаборатории на родине. Тархнишвили являлся одним из тех мостов, при помощи которого грузинский народ приобщался к передовой русской и европейской культуре, искал пути социального прогресса и обретения независимости.

## Семья
Племянником И. Р. Тарханова (по супруге) был поэт Павел Антокольский.

## Избранные труды
- О влиянии теплоты и холода на чувствительные нервы, спинной и головной мозг необескровленных и обескровленных лягушек. Дисс. докт. мед., СПБ, 1871, 44 с.
- Роль нервной системы в движении животных. Мед. сб. Кавказ. мед. общ., Тифлис, 1872, № 14 (прилож.), 61 с.
- О психомоторных центрах и развитии их у человека и животных. СПБ, изд-во Пантелеева, 1879, 168 с.
- Опыты над естественным сном животных. Здоровье, 1879, № 121, с. 371—372.
- Психические явления и телесные процессы в организме животных и человека. Вест. Европы, 1884, № 7, с. 187—246; № 8, с. 449—505.
- Гипнотизм, внушение и чтение мыслей. СПБ, 1886, 126 с.
- О гальванических явлениях в коже человека при раздражении органов чувств и различных формах психической деятельности. Вест. клин. суд. психиат. невропат., 1889, № 7, с. 73-91.
- О влиянии музыки на человеческий организм. СПБ, 1893, 62 с.
- Наблюдения и опыты над светлящимся аппаратом итальянских светляков. Труды об.-ва Рус. врачей, СПБ, 1894/1895, с. 104—112.
- О физиологическом действии рентгеновских лучей на центральную нервную систему. СПБ, 1896, 14 с.
- Опыты над действием рентгеновских Х-лучей на животных. Изв. СПБ биол. лаб., 1896, № 3, с. 47-52.
- О роли радиоактивных лучей в биологии и лечении болезней, Вест. библ. самообраз., 1903, № 31, с. 1259—1276, № 32, с. 1299—1312, № 33, 1339—1356.
- Дух и тело. СПБ, 1904. (Переиздана, Москва, Красанд, 2010, 176 с.)
- Внушение, гипнотизм и чтение мыслей. С 10 рисунками. 2-е дополненное издание, СПБ, 1907, 132 с.

## Память
В Грузинской ССР была учреждена и вручалась раз в два года премия имени Тархнишвили за достижения в области медицинских наук.